# 10e étape du Tour de France 2009
Pour un article plus général, voir Tour de France 2009.
La 10e étape du Tour de France 2009, s'est déroulée le 14 juillet. Le parcours de 193 kilomètres, reliait Limoges à Issoudun. Cette étape fait suite à la première journée de repos. Cette étape a la particularité d'être courue sans oreillette. Cette absence entraîne une vive protestation de la plupart des équipes. La victoire revient pour la troisième fois à Mark Cavendish.

## Parcours
Cette étape longue de 194,5 kilomètres en plaine sur les routes de l'Indre, et dénuée de toute difficulté technique en fin de parcours, favorise les sprinteurs. Les trois côtes de 4e catégorie et le terrain accidenté peuvent toutefois convaincre certains compétiteurs à tenter une échappée, notamment du côté des Français, pour le jour de la fête nationale.

## Récit
Pour agrémenter cette étape de plaine les organisateurs sont convenus qu'elle se déroulerait, à titre expérimental, sans aide auditive externe (les oreillettes). Privés d'informations en temps réel les coureurs se doivent de s'organiser grâce aux « ardoisiers » qui leur communiquent les temps les séparant des autres compétiteurs.
Au lendemain d'une journée de repos, les coureurs partent de Limoges sans déplorer de non-partants. Au quatrième kilomètre le Français Thierry Hupond de l'équipe Skil-Shimano parvient à s'échapper du peloton. Il est rejoint au septième kilomètre par le Français Benoît Vaugrenard (La Française des jeux) et le Russe Mikhail Ignatiev (Katusha). Au neuvième kilomètre le Français Samuel Dumoulin (Cofidis) parti seul à la chasse aux échappés parvient à les rejoindre au profit d'un passage à niveau qui bloque le trio de tête quelques instants.
Les quatre échappés, dont aucun n'a de prétention au classement général, parviennent à distancer le peloton jusqu'à avoir une avance de près de 4 minutes. Mikhail Ignatiev appartenant à l'équipe Katusha, signataire d'une pétition contre l'absence d'oreillettes, a reçu de ses dirigeants la consigne de ne pas participer à l'échapper et de se contenter de suivre. Il en est de même pour le peloton qui roule à une allure modérée derrière les échappés et dont toutes les équipes participent à la poursuite sans rien tenter. Les quatre échappés sont progressivement repris par le peloton qui fond sur eux à l'approche des deux derniers kilomètres, laissant la part belle aux sprinteurs.
Le Britannique Mark Cavendish l'emporte au sprint devant Thor Hushovd dont la deuxième place lui permet de conserver le maillot vert. Le classement général ne voit pas de modification, le maillot jaune restant sur les bras de Rinaldo Nocentini et le maillot à pois revient à Egoi Martínez.

## Controverse sur l'utilisation des oreillettes
En juin, à la demande de l'organisation du Tour de France, l'UCI a interdit l'utilisation des oreillettes durant les 10e et 13e étapes du Tour. Pour les organisateurs, il s'agit d'une expérimentation. Il est notamment reproché à l'oreillette, introduite durant les années 1990, de « brider l'initiative des coureurs et de laisser tout le pouvoir aux directeurs sportifs ».
Cette décision rencontre l'opposition de la majorité des dirigeants d'équipes présents sur l'épreuve. À l'initiatiave de Johan Bruyneel, directeur sportif d'Astana, une pétition rassemblant 14 des 20 équipes est remise à la direction du Tour. Seules les équipes Agritubel, BBox Bouygues Telecom, La Française des jeux, Cofidis, Garmin Chipotle et Skil-Shimano ne figurent pas parmi les signataires. Les partisans de l'utilisation de l'oreillette avancent des raisons de sécurité. Elle permettrait en effet de prévenir les coureurs de la présence de dangers sur la route. En outre, en l'absence d'oreillette, les directeurs sportifs souhaitant donner des consignes à leurs coureurs doivent « monter » au milieu du peloton. Enfin, Johan Bruyneel estime « complètement injustifiable et inacceptable que, sur le plus grand événement de l'année, on fasse tout d'un coup une expérience pour voir ce qui va se passer ». Certains coureurs partagent cette réticence, tel Jens Voigt qui déclare : « Pourquoi ne pas courir avec les chambres à air dans le dos pendant qu’on y est… ».
Les équipes montrent leur mécontentement durant l'étape par une « grève » rendant la course ennuyeuse, allant à l'encontre du souhait des organisateurs de rendre la course plus animée et attrayante. Les coureurs s'échappant sont raillés et ne bénéficieront que d'une faible avance,. Parmi eux, le seul coureur issu d'une équipe signataire de la pétition ne participe pas à l'échappée, suivant la consigne de son directeur sportif.
Le directeur du Tour Christian Prudhomme regrette que, du fait de l'attitude des équipes, il n'y ait « pas eu de test ». Afin de « mettre fin à la controverse », le Comité directeur de l'UCI décide quelques jours plus tard de lever l'interdiction des oreillettes sur la 13e étape du Tour de France qui devait également être expérimentée dans ces conditions,.

## Sprints intermédiaires
| Premier   | Samuel Dumoulin   | 6 pts |
| Deuxième  | Thierry Hupond    | 4 pts |
| Troisième | Benoît Vaugrenard | 2 pts |

| Premier   | Benoît Vaugrenard | 6 pts |
| Deuxième  | Thierry Hupond    | 4 pts |
| Troisième | Samuel Dumoulin   | 2 pts |

| - 3. Sprint intermédiaire de Saint-Août (kilomètre 167,5) \| Premier \| Thierry Hupond \| 6 pts \| \| Deuxième \| Benoît Vaugrenard \| 4 pts \| \| Troisième \| Samuel Dumoulin \| 2 pts \| |                   |       |
| Premier | Thierry Hupond    | 6 pts |
| Deuxième | Benoît Vaugrenard | 4 pts |
| Troisième | Samuel Dumoulin   | 2 pts |

## Côtes
| Premier   | Mikhail Ignatiev  | 3 pts |
| Deuxième  | Thierry Hupond    | 2 pts |
| Troisième | Benoît Vaugrenard | 1 pts |

| Premier   | Mikhail Ignatiev | 3 pts |
| Deuxième  | Thierry Hupond   | 2 pts |
| Troisième | Samuel Dumoulin  | 1 pt  |

| - 3. Côte de Bénévent-l'Abbaye, 4e catégorie (kilomètre 58,5) \| Premier \| Thierry Hupond \| 3 pts \| \| Deuxième \| Benoît Vaugrenard \| 2 pts \| \| Troisième \| Samuel Dumoulin \| 1 pts \| |                   |       |
| Premier | Thierry Hupond    | 3 pts |
| Deuxième | Benoît Vaugrenard | 2 pts |
| Troisième | Samuel Dumoulin   | 1 pts |

## Classement de l'étape
| Classement de la 10e étape | Classement de la 10e étape | Classement de la 10e étape | Classement de la 10e étape | Classement de la 10e étape |
|                            | Coureur                    | Pays                       | Équipe                     | Temps                      |
| -------------------------- | -------------------------- | -------------------------- | -------------------------- | -------------------------- |
| 1er                        | Mark Cavendish             | GBR                        | Team Columbia-HTC          | en 4 h 46 min 43 s         |
| 2e                         | Thor Hushovd               | NOR                        | Cervélo TestTeam           | m.t.                       |
| 3e                         | Tyler Farrar               | USA                        | Garmin-Slipstream          | m.t.                       |
| 4e                         | Leonardo Duque             | COL                        | Cofidis                    | m.t.                       |
| 5e                         | José Joaquín Rojas         | ESP                        | Caisse d'Épargne           | m.t.                       |
| 6e                         | Lloyd Mondory              | FRA                        | AG2R La Mondiale           | m.t.                       |
| 7e                         | Kenny van Hummel           | NED                        | Skil-Shimano               | m.t.                       |
| 8e                         | William Bonnet             | FRA                        | BBox Bouygues Telecom      | m.t.                       |
| 9e                         | Daniele Bennati            | ITA                        | Liquigas                   | m.t.                       |
| 10e                        | Saïd Haddou                | FRA                        | BBox Bouygues Telecom      | m.t.                       |
| modifier                   |                            |                            |                            |                            |

## Classement général
| Classement général à la 10e étape | Classement général à la 10e étape | Classement général à la 10e étape | Classement général à la 10e étape | Classement général à la 10e étape |
|                                   | Coureur                           | Pays                              | Équipe                            | Temps                             |
| --------------------------------- | --------------------------------- | --------------------------------- | --------------------------------- | --------------------------------- |
| 1er                               | Rinaldo Nocentini                 | ITA                               | AG2R La Mondiale                  | en 39 h 11 min 4 s                |
| 2e                                | Alberto Contador                  | ESP                               | Astana                            | + 6 s                             |
| 3e                                | Lance Armstrong                   | USA                               | Astana                            | + 8 s                             |
| 4e                                | Levi Leipheimer                   | USA                               | Astana                            | + 39 s                            |
| 5e                                | Bradley Wiggins                   | GBR                               | Garmin-Slipstream                 | + 46 s                            |
| 6e                                | Andreas Klöden                    | GER                               | Astana                            | + 54 s                            |
| 7e                                | Tony Martin                       | GER                               | Team Columbia-HTC                 | + 1 min 0 s                       |
| 8e                                | Christian Vande Velde             | USA                               | Garmin-Slipstream                 | + 1 min 24 s                      |
| 9e                                | Andy Schleck                      | LUX                               | Team Saxo Bank                    | + 1 min 49 s                      |
| 10e                               | Vincenzo Nibali                   | ITA                               | Liquigas                          | + 1 min 54 s                      |
| modifier                          |                                   |                                   |                                   |                                   |

## Classements annexes

### Classement par points
| Classement par points | Classement par points | Classement par points | Classement par points | Classement par points |
| --------------------- | --------------------- | --------------------- | --------------------- | --------------------- |
|                       | Coureur               | Pays                  | Équipe                | Point(s)              |
| 1er                   | Thor Hushovd          | NOR                   | Cervélo TestTeam      | 147 points            |
| 2e                    | Mark Cavendish        | GBR                   | Team Columbia-HTC     | 141 pts               |
| 3e                    | José Joaquín Rojas    | ESP                   | Caisse d'Épargne      | 97 pts                |
| modifier              |                       |                       |                       |                       |

### Classement de la montagne
| Classement du meilleur grimpeur | Classement du meilleur grimpeur | Classement du meilleur grimpeur | Classement du meilleur grimpeur | Classement du meilleur grimpeur |
| ------------------------------- | ------------------------------- | ------------------------------- | ------------------------------- | ------------------------------- |
|                                 | Coureur                         | Pays                            | Équipe                          | Point(s)                        |
| 1er                             | Egoi Martínez                   | ESP                             | Euskaltel-Euskadi               | 78 points                       |
| 2e                              | Christophe Kern                 | FRA                             | Cofidis                         | 59 pts                          |
| 3e                              | Franco Pellizotti               | ITA                             | Liquigas                        | 55 pts                          |
| modifier                        |                                 |                                 |                                 |                                 |

### Classement du meilleur jeune
| Classement général du meilleur jeune | Classement général du meilleur jeune | Classement général du meilleur jeune | Classement général du meilleur jeune | Classement général du meilleur jeune |
|                                      | Coureur                              | Pays                                 | Équipe                               | Temps                                |
| ------------------------------------ | ------------------------------------ | ------------------------------------ | ------------------------------------ | ------------------------------------ |
| 1er                                  | Tony Martin                          | GER                                  | Team Columbia-HTC                    | en 39 h 12 min 4 s                   |
| 2e                                   | Andy Schleck                         | LUX                                  | Team Saxo Bank                       | + 49 s                               |
| 3e                                   | Vincenzo Nibali                      | ITA                                  | Liquigas                             | + 54 s                               |
| modifier                             |                                      |                                      |                                      |                                      |

### Classement par équipes
| Classement par équipes | Classement par équipes | Classement par équipes | Classement par équipes |
|                        | Équipe                 | Pays                   | Temps                  |
| ---------------------- | ---------------------- | ---------------------- | ---------------------- |
| 1re                    | AG2R La Mondiale       | France                 | en 115 h 59 min 24 s   |
| 2e                     | Astana                 | Kazakhstan             | + 3 s                  |
| 3e                     | Team Columbia-HTC      | États-Unis             | + 4 min 45 s           |
| modifier               |                        |                        |                        |

### Combativité
Thierry Hupond